# 川鄂连蕊茶
川鄂连蕊茶（学名：Camellia rosthorniana）为山茶科山茶属的植物，为中国的特有植物。分布于中国大陆的湖北、湖南、广西、四川等地，生长于海拔420米至1,200米的地区，常生于山谷灌丛中、山脚林中、山坡、灌丛中、灌木林缘、林缘、山坡林缘、路边灌丛以及山坡林中，目前尚未由人工引种栽培。

## 异名
- Camellia buxifolia H. T. Chang